# Anomalía de Belady
La anomalía de Belady es un efecto descubierto y demostrado en 1969 por el científico de la computación húngaro Laszlo Belady, por el cual es posible tener más fallos de página al aumentar el número de marcos en la memoria física utilizando el método FIFO como algoritmo de reemplazo de páginas en sistemas de gestión de memoria virtual con paginación. Antes de esta fecha, se creía que incrementar el número de marcos físicos siempre llevaría a un descenso del número de fallos de página o, en el peor de los casos, a mantenerlos. Así, pues, antes del descubrimiento de la anomalía de Belady, el algoritmo FIFO era aceptable.
El siguiente es un ejemplo de la anomalía de Belady. Utilizando tres marcos ocurren 9 fallos de página. Aumentando a cuatro marcos obtenemos 10 fallos de página. Los fallos de página están en rojo. El contenido de la memoria principal en cada momento está debajo de cada nueva petición de página.
| Peticiones de página | 3 | 2 | 1 | 0 | 3 | 2 | 4 | 3 | 2 | 1 | 0 | 4 |
| -------------------- | - | - | - | - | - | - | - | - | - | - | - | - |
| Página más nueva     | 3 | 2 | 1 | 0 | 3 | 2 | 4 | 4 | 4 | 1 | 0 | 0 |
|                      |   | 3 | 2 | 1 | 0 | 3 | 2 | 2 | 2 | 4 | 1 | 1 |
| Página más antigua   |   |   | 3 | 2 | 1 | 0 | 3 | 3 | 3 | 2 | 4 | 4 |

| Peticiones de página          | 3 | 2 | 1 | 0 | 3 | 2 | 4 | 3 | 2 | 1 | 0 | 4 |
| ----------------------------- | - | - | - | - | - | - | - | - | - | - | - | - |
| Página más nueva              | 3 | 2 | 1 | 0 | 0 | 0 | 4 | 3 | 2 | 1 | 0 | 4 |
|                               |   | 3 | 2 | 1 | 1 | 1 | 0 | 4 | 3 | 2 | 1 | 0 |
|                               |   |   | 3 | 2 | 2 | 2 | 1 | 0 | 4 | 3 | 2 | 1 |
| Página más antigua            |   |   |   | 3 | 3 | 3 | 2 | 1 | 0 | 4 | 3 | 2 |
| (rojo indica fallo de página) |   |   |   |   |   |   |   |   |   |   |   |   |